# Wilhelm Gerstel (Bildhauer)
Wilhelm Gerstel (* 7. Januar 1879 in Bruchsal; † 21. Januar 1963 in Freiburg im Breisgau) war ein deutscher Bildhauer, Medailleur und Hochschullehrer.

## Leben
Wilhelm Gerstel begann 1894 eine Ausbildung als Steinmetz und Steinbildhauer in Pforzheim und besuchte daneben Abendkurse der Kunstgewerbeschule Pforzheim. Von 1898 bis 1903 studierte er in der Bildhauerklasse bei Hermann Volz an der Karlsruher Kunstakademie. 1905/1906 bereiste er Italien und ließ sich dann in Karlsruhe als freischaffender Künstler nieder. 1913 zog er nach Berlin um. Ab 1915 nahm er am Ersten Weltkrieg teil und befand sich bis 1920 in Kriegsgefangenschaft. Nach einjähriger Tätigkeit als Professor an der Karlsruher Kunstakademie wurde er 1921 nach Berlin an die Unterrichtsanstalt des Kunstgewerbemuseums Berlin berufen, 1924 als Lehrer für Plastik (Freie Kunst) an die Vereinigten Staatsschulen für Freie und Angewandte Kunst, wo er bis zur Versetzung in den Ruhestand am 1. Februar 1945 lehrte. Mit Cay-Hugo von Brockdorff, Fritz Cremer, Ruthild Hahne, Hans Kies, Fritz Melis, Gustav Seitz und Waldemar Grzimek gehörten erfolgreiche Bildhauer zu seinen Schülern. 
In der Zeit des Nationalsozialismus war Gerstel obligatorisch Mitglied der Reichskammer der bildenden Künste. Sicher belegt ist seine Teilnahme an Ausstellungen bis 1935. Öffentliche Aufträge erhielt er keine mehr. 1943/1944 brannten sowohl sein Atelier am Dienstort als auch sein privates Wohnhaus vollständig aus. Gerstel stand 1944 in der Gottbegnadeten-Liste des Reichsministeriums für Volksaufklärung und Propaganda.
Nach erneuter Berufung im Jahre 1946 zog er 1948 nach Freiburg im Breisgau, wo er 1949 Leiter der Bildhauerklasse an der Freiburger Kunstakademie wurde und bis zu deren Auflösung im Jahr 1956 blieb. 1955 wurde er mit dem Bundesverdienstkreuz 1. Klasse geehrt.
In erster Ehe war Gerstel mit der Bremer Malerin Mili Plump (1879–1947) verheiratet. Aus dieser Ehe entstammte die spätere Bildhauerin Doris Balz.
In zweiter Ehe war er seit 1930 mit der erheblich jüngeren Bildhauerin Christiane Gerstel-Naubereit (1901–2001) verheiratet, die sich in den 1950er Jahren sehr um die Restaurierung seiner früher entstandenen und geretteten Werke bemühte.
Gerstels Arbeitsweise kann als präzise und akademisch bezeichnet werden; vor der plastischen Umsetzung hatten seine Studentinnen und Studenten wochenlang nach Modell Entwürfe zu zeichnen. Diese kalkulierte, auf Leonardo da Vinci u. a. zurückreichende Methodik machte ihn zum Gegner seiner Kollegen Edwin Scharff und Ludwig Gies sowie der Vertreter der zeitgenössischen Moderne. In seiner (unveröffentlichten) Schrift Vom Wesen der Plastik legte er seine künstlerischen Auffassungen nieder. Theobald Hauck (1902–1980) war einer seiner Schüler.
Mit dem Architekten Eugen Schmohl schuf er bis 1926 einen Brunnen mit dem Motiv der Schwebenden. Der Brunnen wurde im selben Jahr auf der Ausstellung GeSoLei präsentiert und später im Bochumer Rosengarten aufgestellt. Am 14. Juli 1929 wurde in Cottbus ein identischer Brunnen als Enke-Brunnen auf dem Breitscheidplatz aufgestellt. Im Jahr 2007 diente dieser als Vorbild, um den Bochumer Brunnen restaurieren zu können.
1955 fand in der DDR in Schwerin und Halle (Saale) die Ausstellung Wilhelm Gerstel und seine Schüler statt.

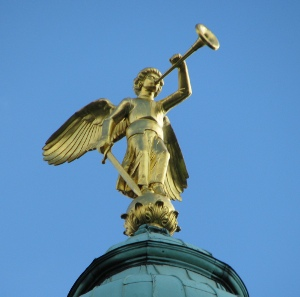
Skulptur des Erzengels Michael auf der Kuppel der Christuskirche in Mannheim
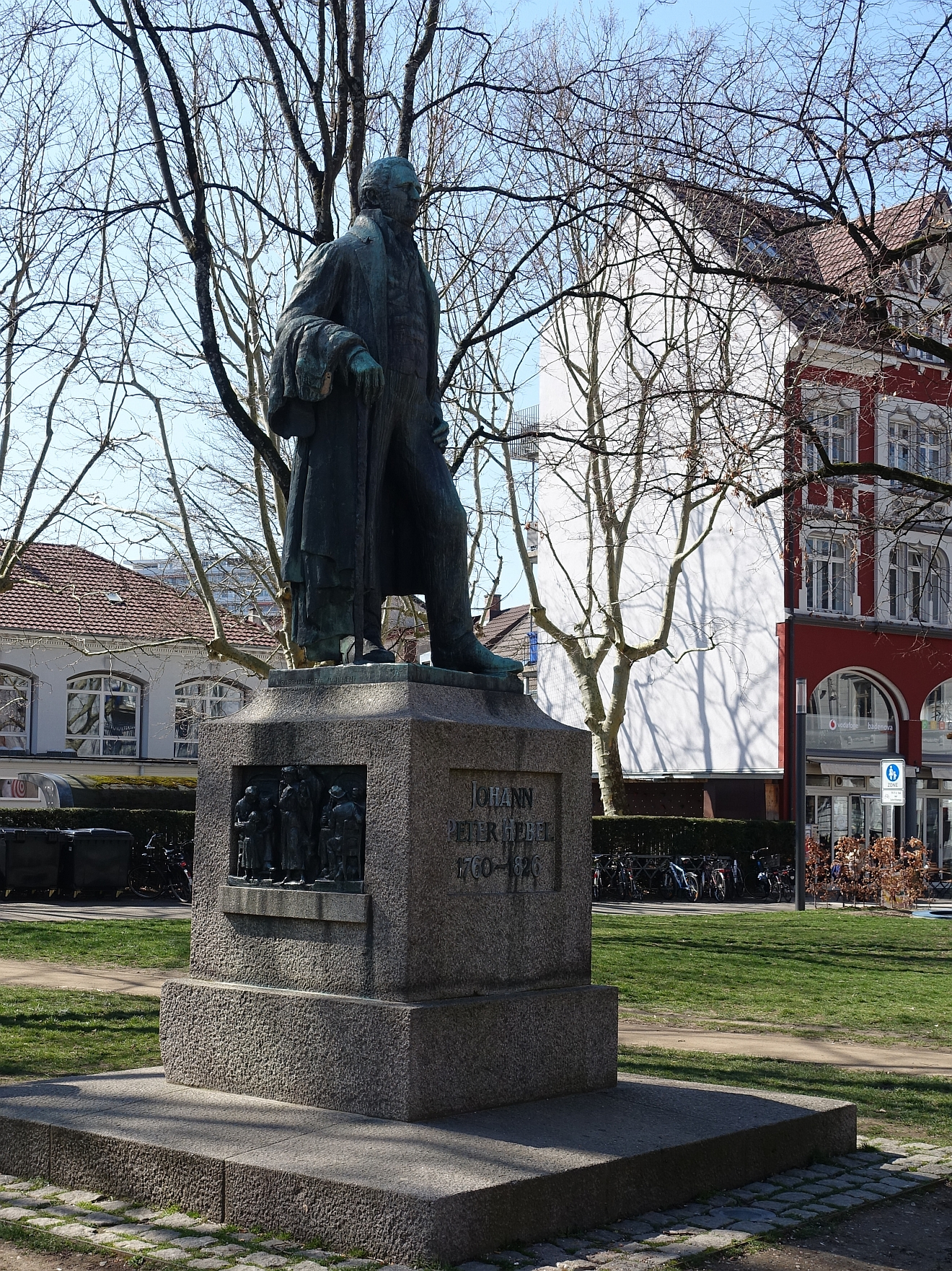
Hebel-Denkmal in Lörrach
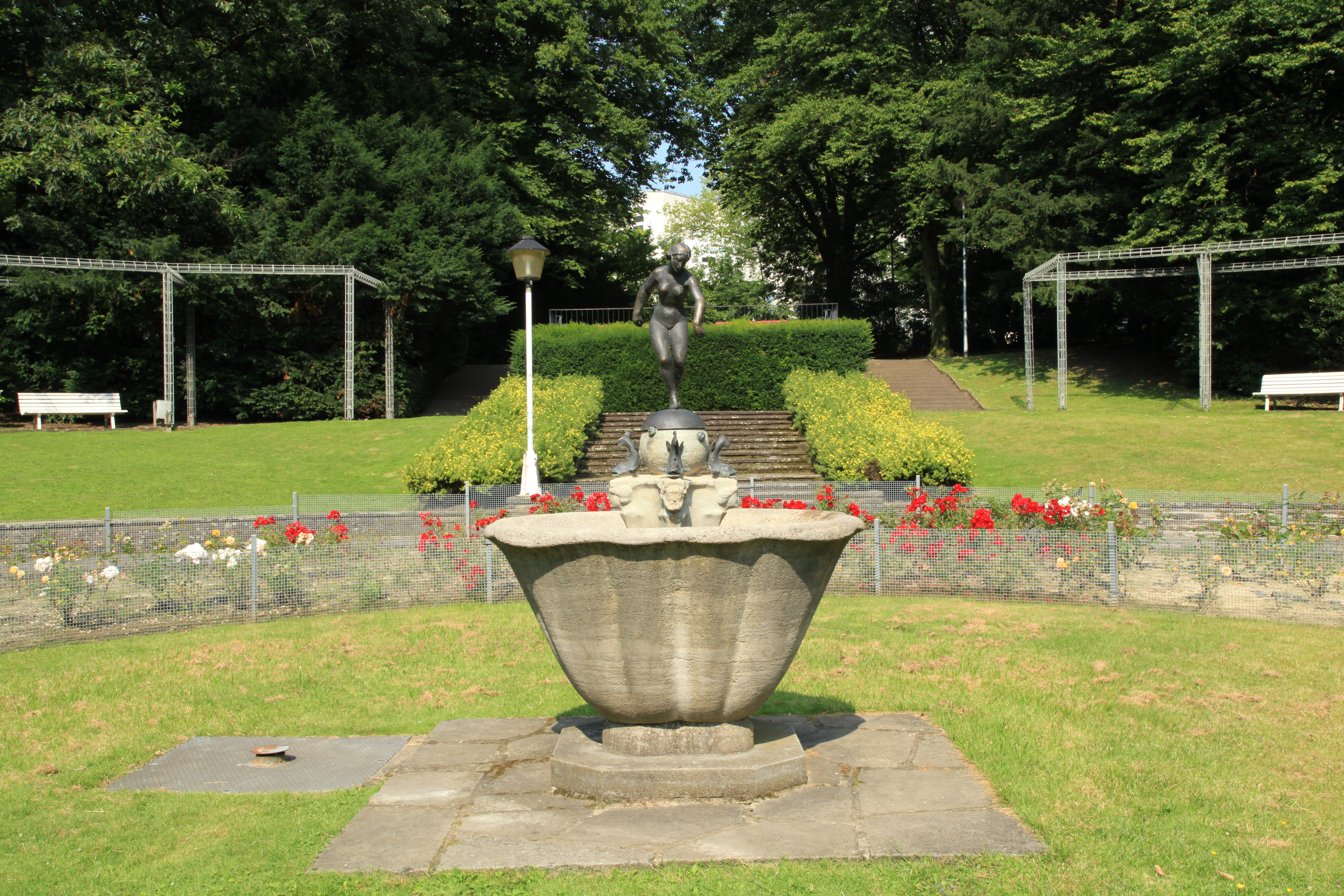
Brunnen im Stadtpark Bochum
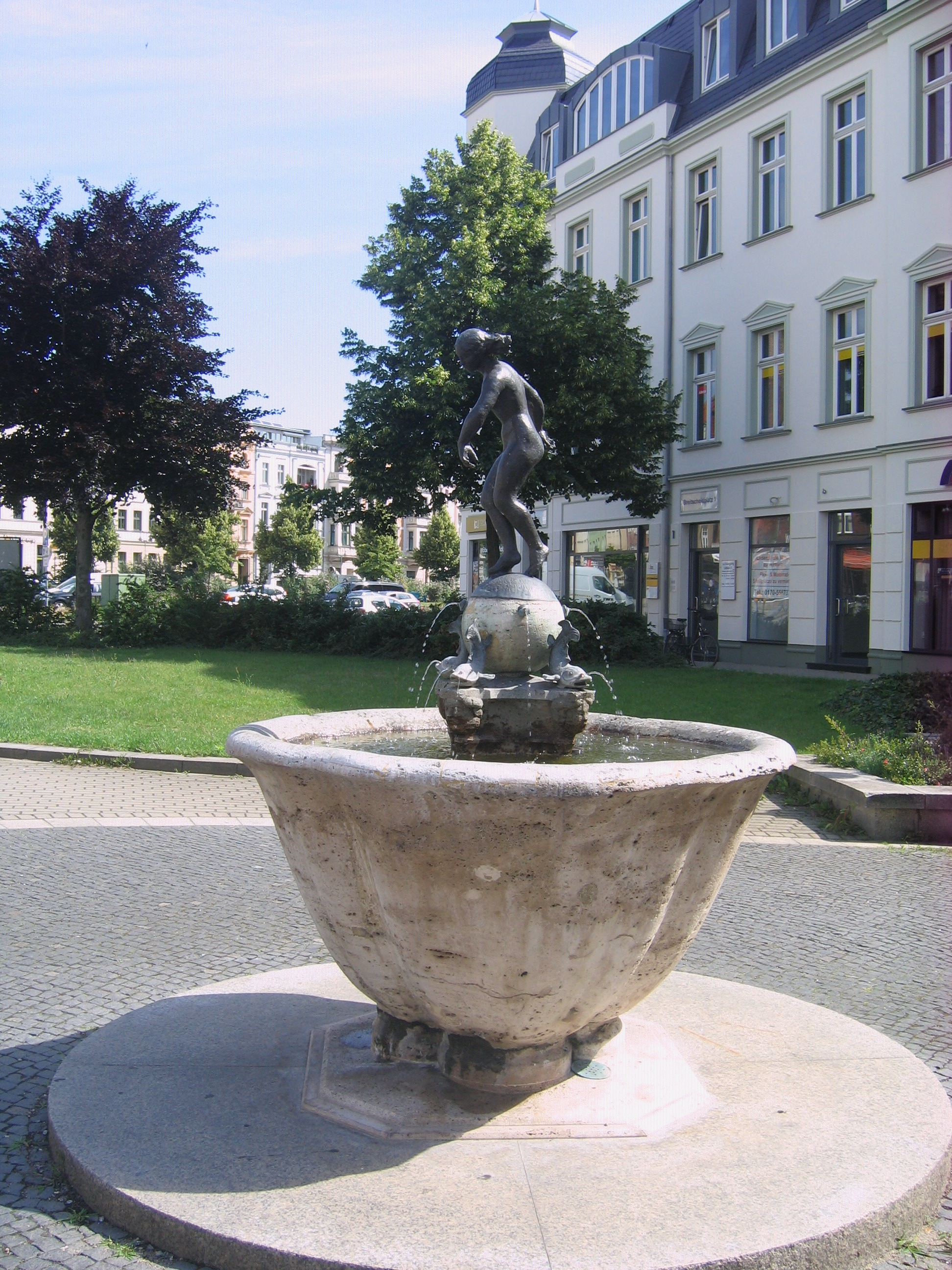
Enke-Brunnen in Cottbus
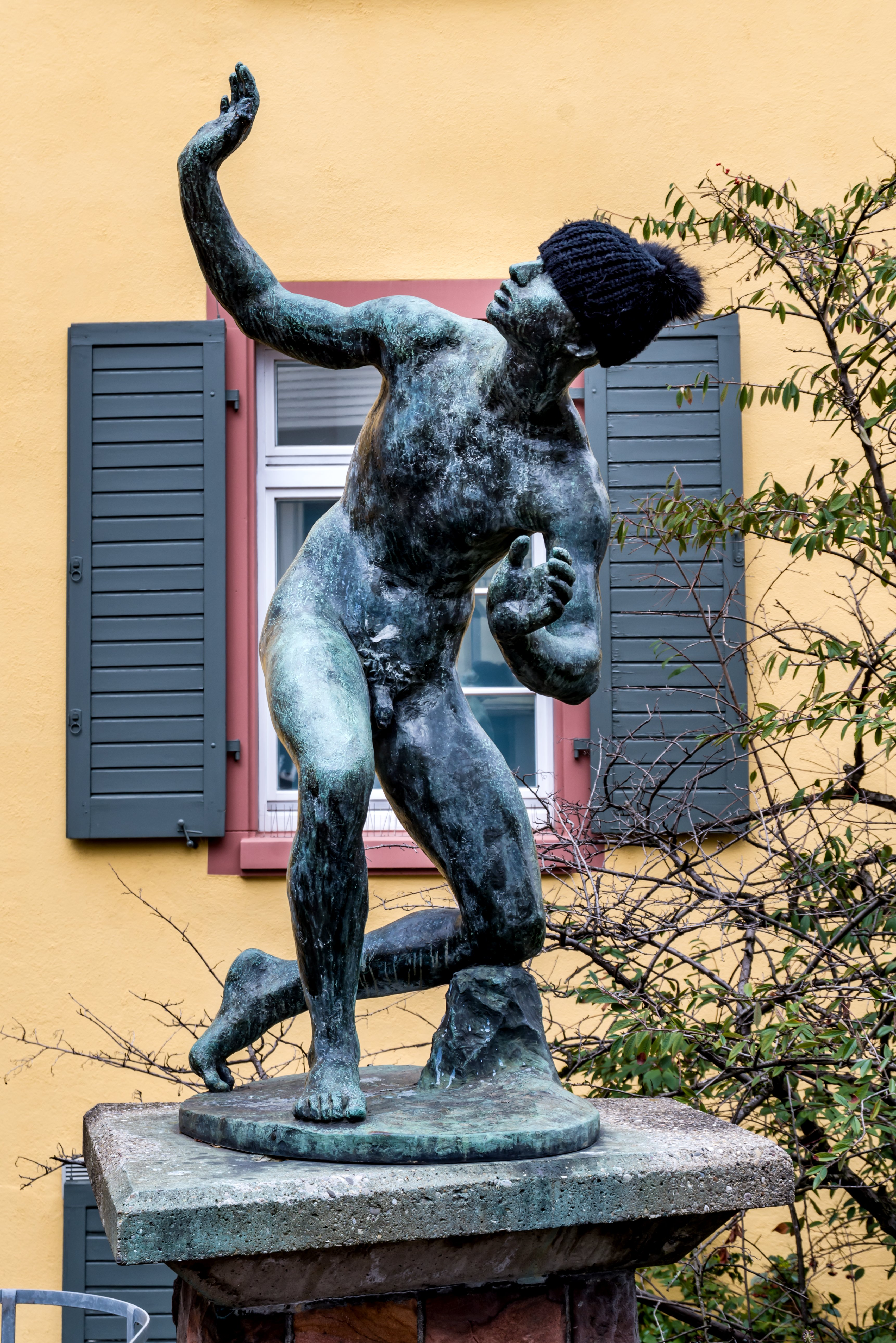
„Aufstrebender“, Freiburg im Breisgau
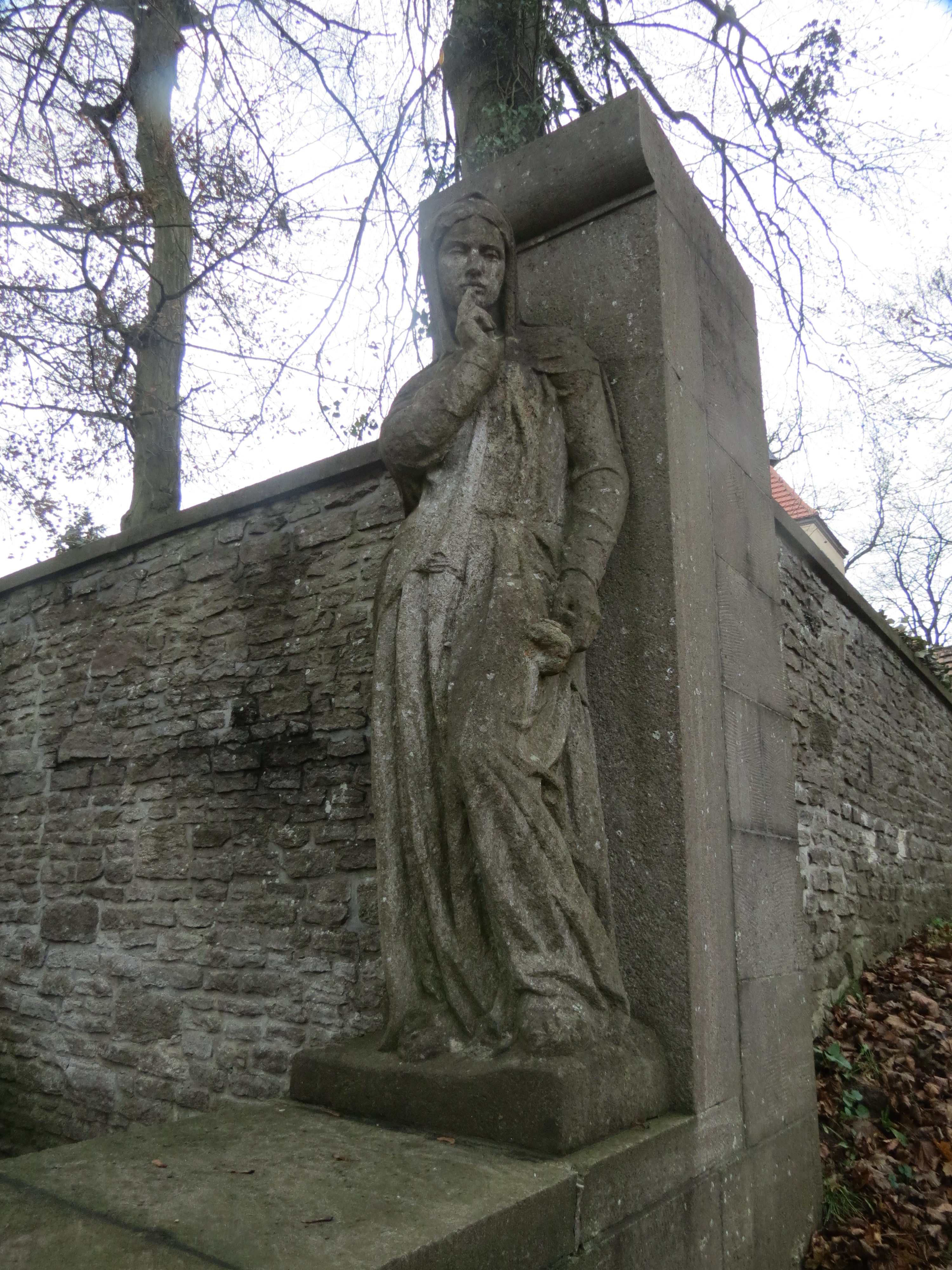
„Trauernde“ in Neu-Temmen
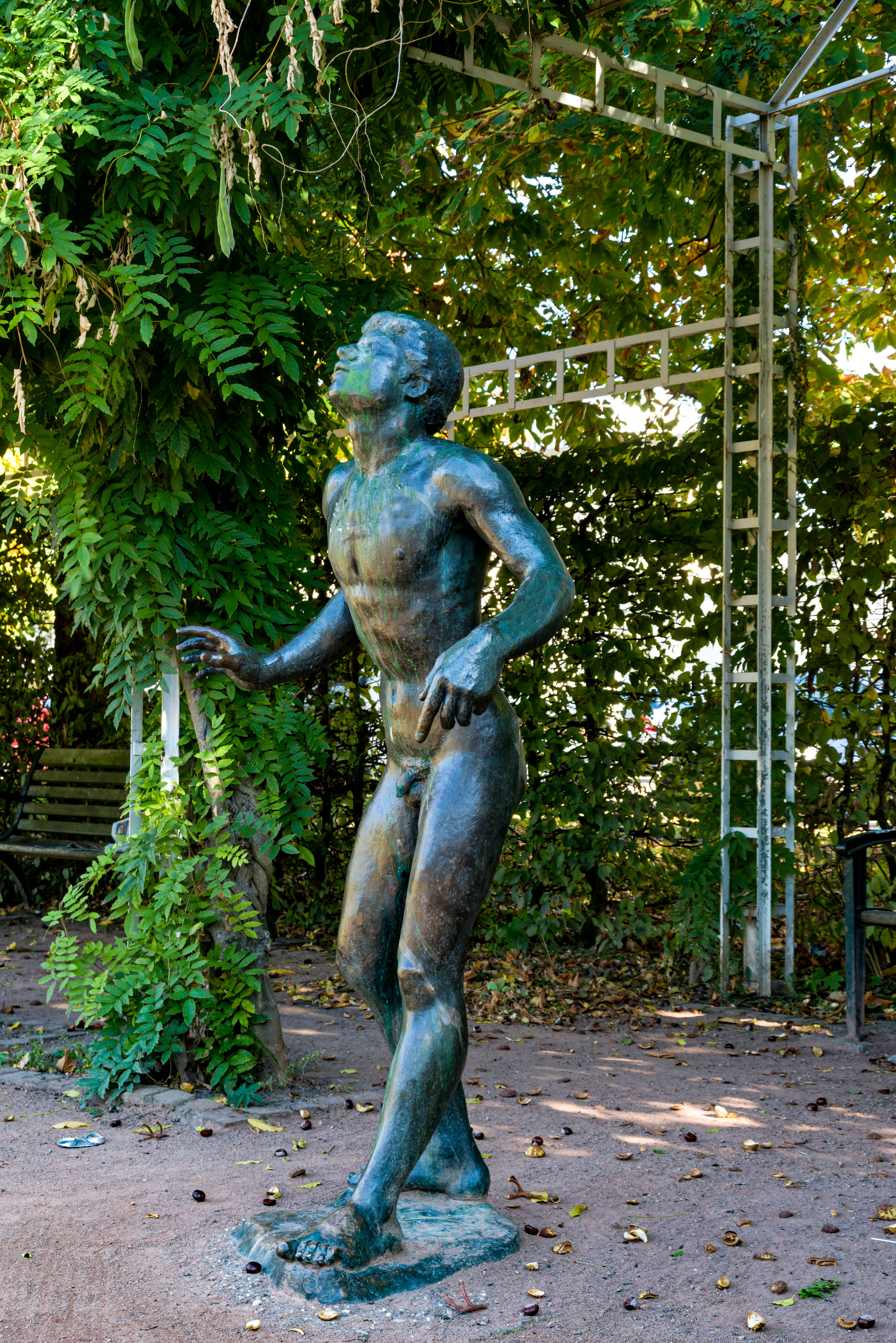
Erwachsener Adam, Freiburg im Breisgau
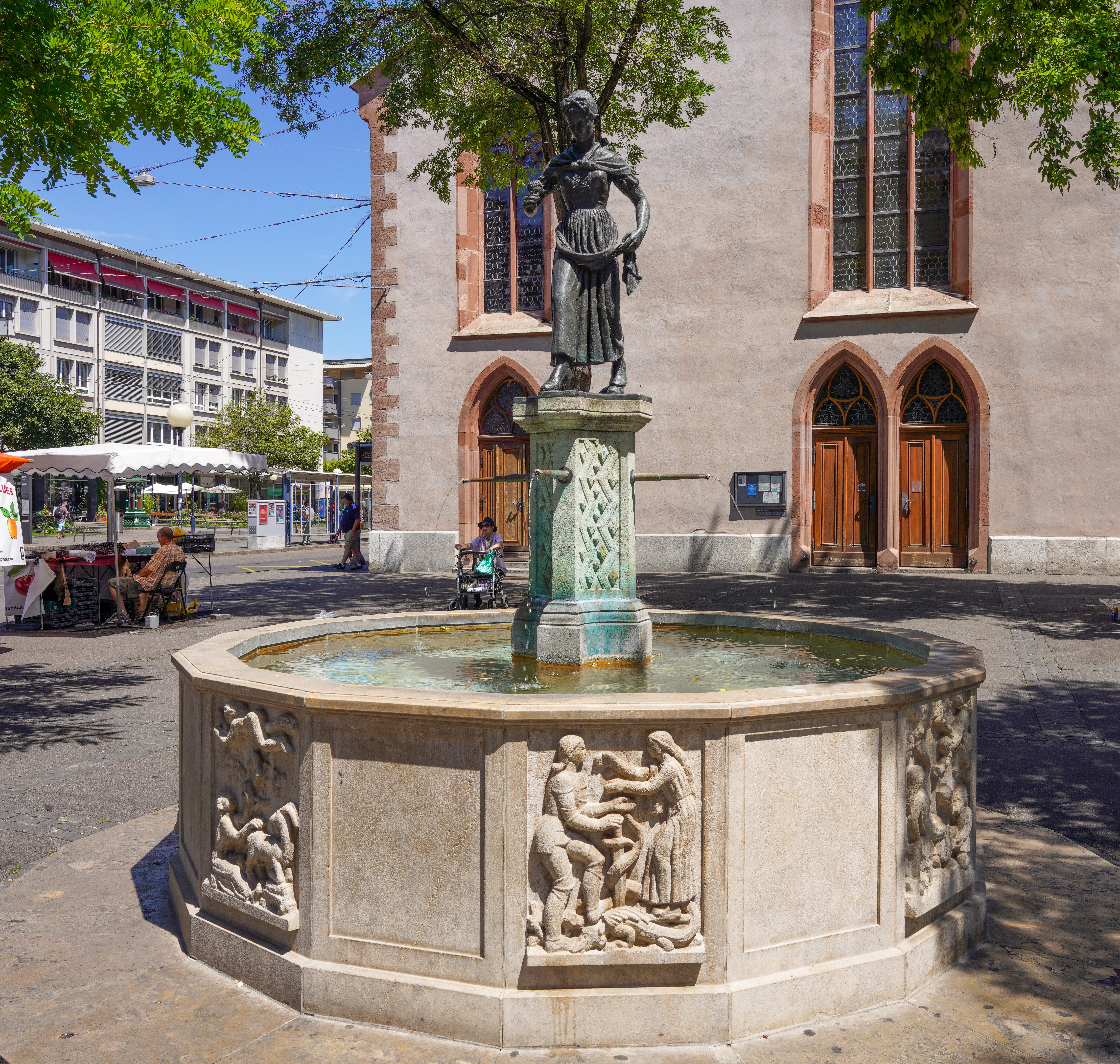
Vreneli-Brunnen, Basel (Schweiz)

- 1908: figürlicher Bauschmuck für die Christuskirche in Mannheim (Architekten: Theofil Frey, Christian Schrade)
- 1910: Hebel-Denkmal im Park vor der Hebelschule in Lörrach (ausgeführt durch die Gießerei Hans Clement in München)
- um 1911: Allegorien „Wahrheit“ und „Wissenschaft“ für das Kollegiengebäude I der Albert-Ludwigs-Universität Freiburg (Architekt: Hermann Billing)
- 1912: Skulpturengruppe der vier Jahreszeiten in Bruchsal
- 1925: Standbild des Gefallenen-Ehrenmals für das Königin Elisabeth Garde-Grenadier-Regiment Nr. 3 im Lietzenseepark in Berlin-Charlottenburg (Architekt: Eugen Schmohl)
- 1927: plastischer Bauschmuck am Erweiterungsbau für das Kaufhaus Wertheim am Leipziger Platz in Berlin (Architekt: Eugen Schmohl; zerstört)
- 1927: Skulpturen am Ullsteinhaus in Berlin-Tempelhof[11]
- 1928: Skulptur einer „Trauernden“ für das Grabmal der Familie Michalowsky in Neu-Temmen (Architekt: Franz Seeck)
- 1954: Vreneli-Brunnen auf dem Claraplatz vor der Clarakirche in Basel

## Veröffentlichter Essay Gerstels
- Vom Wesen der Plastik. Untersuchungen und Folgerungen. In. Bildende Kunst, Berlin, 4/1979, S. 161–167.

## Sicher belegte Teilnahme an Ausstellungen in der Zeit des Nationalsozialismus
- 1934: Berlin, Ausstellungsgebäude Tiergartenstraße („Die Auslese I“)
- 1934 und 1935: Freiburg i. Br., Augustinermuseum („Ausstellung der Stadt Freiburg i. Br.“)
- 1935: München, Neue Pinakothek („Berliner Kunst“)
- 1936: Hannover, Künstlerhaus („104. Große Frühjahrsausstellung“)